# František Makovička (keramik)
František Makovička, křtěný František Josef, znám též jako František Makovička ml., (23. března 1889, Moravské Budějovice – 4. října 1970, Jevíčko) byl český malíř, keramik a výtvarný pedagog. Jeho otcem byl malíř a řezbář František Makovička.

## Biografie
František Makovička se narodil v roce 1889 v Moravských Budějovicích, jeho otcem byl řezbář a malíř František Makovička. František Makovička vystudoval Odbornou keramickou školu ve Znojmě, Uměleckoprůmyslové škole v Praze a následně uměleckoprůmyslovou školu ve Vídni. Posléze se věnoval pedagogické činnosti, kdy učil v průběhu let na středních školách v Tišnově (mezi lety 1921–1927), Prostějově a Vsetíně (od roku 1931). Po odchodu do důchodu se v roce 1944 usadil v Jevíčku, tam se věnoval činnosti v místním muzeu, kde se po 6 letech bez vedoucího pracovníka muzea ujal a od roku 1953 byl jeho správcem. V roce 1954 spolu s Jaroslavem Mackerlem otevřeli muzeum novou výstavou o historii města. O muzeum se staral až do své smrti v roce 1970.